# Кириллов, Михаил Петрович
Михаил Петрович Кириллов (1918—1988) — подполковник Советской Армии, участник советско-финской войны, Герой Советского Союза (1940).

## Биография
Михаил Кириллов родился 15 июня 1918 года в деревне Алкаладка (ныне — Ржаксинский район Тамбовской области). После окончания пяти классов школы работал в колхозе. В октябре 1938 года Кириллов был призван на службу в Рабоче-крестьянскую Красную Армию. Участвовал в польском походе и советско-финской войне.
К январю 1940 года отделённый командир Михаил Кириллов командовал отделением 355-го стрелкового полка 100-й стрелковой дивизии 7-й армии Северо-Западного фронта. В ночь с 12 на 13 января 1940 года Кириллов в составе взвода старшего лейтенанта Алексея Ватагина принял активное участие в уничтожении финского дота в районе населённого пункта Турта.
Указом Президиума Верховного Совета СССР от 21 марта 1940 года за «образцовое выполнение боевых заданий командования на фронте борьбы с финской белогвардейщиной и проявленные при этом отвагу и геройство» отделённый командир Михаил Кириллов был удостоен высокого звания Героя Советского Союза с вручением ордена Ленина и медали «Золотая Звезда» за номером 389.
В 1940 году Кириллов окончил Московское военное пехотное училище, в 1942 году — ускоренным курсом Военную академию имени М.В.Фрунзе. Участвовал в боях Великой Отечественной в том числе в августе 1943 года был командиром стрелкового батальона 79 гвардейского стрелкового полка 26 гвардейской стрелковой дивизии 11 гвардейской армии и советско-японской войн.

В 1960 году в звании подполковника Кириллов был уволен в запас. Проживал в Тамбове. Скончался 28 сентября 1988 года, похоронен на Полынковском кладбище Тамбова.
Был также награждён орденами Отечественной войны 1-й и 2-й степеней, рядом медалей.